# Seggana
Seggana est une commune de la wilaya de Batna en Algérie, située à 18 km à l'est de Barika, à 66 km au sud-ouest de Batna et à 115 km au sud-est de Sétif. Sa population sont des berbères d'origine chawi.[réf. souhaitée]

## Géographie

### Situation
Le territoire de la commune de Seggana est situé au sud-ouest de la wilaya de Batna.
| Djezzar | Sefiane | Tilatou |
| Barika  | Seggana | Tilatou |
| Bitam   | Tilatou | Tilatou |

### Localités de la commune
La commune de Seggana est composée de 7 localités :
- Lehtaoula
- Mezdour
- Ouled Hamida
- Ouled Lyakin
- Ouled Sidi Ali
- Seggana
- Sfor